# Resolution 1865 des UN-Sicherheitsrates
Die Resolution 1865 des Sicherheitsrats der Vereinten Nationen, die am 27. Januar 2009 einstimmig verabschiedet wurde, erinnert an die Resolutionen 1739 (2007), 1765 (2007), 1795 (2008), 1826 (2008) und 1842 (2008) zur Lage in Côte d'Ivoire und die Resolution 1836 zu Liberia, verlängerte das Mandat der Operation der Vereinten Nationen in Côte d'Ivoire (UNOCI) bis zum 31. Juli 2009 und das der sie unterstützenden französischen Streitkräfte, reduzierte jedoch gleichzeitig die Stärke der Mission auf ein Bataillon und billigte die Anpassung der Haltung und Konfiguration der UNOCI.
Der Sicherheitsrat der Vereinten Nationen billigte einen Bericht des Generalsekretärs, in dem festgestellt wurde, dass die UNOCI zwar für mehr Stabilität in Côte d'Ivoire gesorgt habe, der fragile und heikle Wahlprozess jedoch die weitere Präsenz der UN-Truppen im Land sowie die vollständige Umsetzung der im Ouagadougou-Abkommen vom März 2007 festgelegten Ziele – darunter die Entwaffnung und Identifizierung der Bevölkerung – erforderlich mache, um freie Wahlen zu ermöglichen. Damit wurde das Mandat der UNOCI um sechs Monate bis zum 31. Juli 2009 verlängert. Die Truppe wurde um ein Bataillon reduziert, wodurch die Zahl der UN-Friedenstruppen von 8.115 auf 7.450 sank, und die Friedenstruppen wurden an weniger, aber konzentrierteren Standorten stationiert, von denen aus eine ausreichende Truppenstärke schnell als luftgestützte Schnellreaktionskontingente eingesetzt werden konnte.
Der Rat begrüßte die Unterzeichnung des vierten Zusatzabkommens zum politischen Abkommen von Ouagadougou aus dem Jahr 2007 am 22. Dezember, nahm jedoch die Verzögerungen bei der Umsetzung dieses Abkommens zur Kenntnis und forderte die Parteien nachdrücklich auf, Fortschritte zu erzielen, um ein sicheres Umfeld für die bevorstehenden Wahlen zu schaffen, die Milizen zu entwaffnen und aufzulösen, das Programm zur Unterbringung, Entwaffnung, Demobilisierung und Wiedereingliederung, die Vereinheitlichung und Umstrukturierung der Verteidigungs- und Sicherheitskräfte sowie die Wiederherstellung der staatlichen Autorität im gesamten Land.